# Suburana
La tribu Suburana va ser una de les quatre tribus originals de l'antiga Roma establerta pel rei Ròmul. De vegades s'anomenava Succusana. Un districte de Roma, la Subura, portava aquest nom.